# بول بيرش (ممثل)
بول بيرش (بالإنجليزية: Paul Birch)‏ مواليد 13 يناير 1912 في ألاباما، الولايات المتحدة - الوفاة 24 مايو 1969 في غرينادا، هو ممثل أمريكي بدأ مسيرته الفنية سنة 1945. من أعماله إنه عالم مجنون مجنون مجنون مجنون.

## روابط خارجية
- بول بيرش على موقع IMDb (الإنجليزية)
- بول بيرش على موقع ألو سيني (الفرنسية)
- بول بيرش على موقع ميوزك برينز (الإنجليزية)
- بول بيرش على موقع أول موفي (الإنجليزية)
- بول بيرش على موقع قاعدة بيانات برودواي على الإنترنت (الإنجليزية)
- بول بيرش على موقع قاعدة بيانات الفيلم (الإنجليزية)